# Maroltova jelka
Maroltova jelka (Abies alba - bela jelka ali navadna jelka, tudi hoja) je bila posebnost Pohorja, saj je bila najdebelejša jelka v Sloveniji. Rastla je v zgornjem delu doline potoka Bistrica (Bistriški vintgar) pri vasi Urh.
Maroltova jelka je bila visoka 43,86 m in imela obseg v prsni višini 605 cm. V najboljših časih je vsebovala dobrih 42 m³ lesa. Njeno starost so ocenili na 250 let. Drevo je počasi propadalo, pred desetletji zaradi napada mravelj in gliv v spodnji del debla. Neurje in strela sta kasneje odlomila del krošnje. Prelom debla je bil v letu 1991 saniran. Ob pregledu stanja v letu 1996 je bilo ugotovljeno zelo slabo stanje in sanacija ni bila več mogoča. Mrtva skorja je prekrivala dve tretjini oboda, notranjost je bila trhla. Ob pregledu leta 1999 je bilo ugotovljeno tudi slabo stanje krošnje in tako je jelka nezadržno propadala.
Petega septembra 2010 se je porušila zaradi domnevno podtaknjenega požara.